# Дан, Клара
Клара Дан (венг. Dán Klára; 18 августа 1911, Будапешт — 10 ноября 1963, Сан-Диего, Калифорния) — венгерско-американский учёный в области информатики, одна из первых компьютерных программистов.

## Биография
Клара Дан родилась в Будапеште в богатой еврейской семье (папа — Карой Дан, мама — Камилла Стадлер, старшая сестра — Эржебет Дег). Во время Первой мировой войны её отец служил в Австро-Венгерских войсках. В 1919 году её семья временно переезжала в Вену из-за создания Белой Куном недолговечной Венгерской советской республики, после чего вернулась в Будапешт.
В возрасте 14 лет, ещё учась в английской школе-интернате, Дан стала чемпионкой страны по фигурному катанию. В 1929 она закончила будапештскую гимназию имени Пальны Вереш. Клара Дан была замужем четыре раза: за Ференцем Энгелем (28.05.1931), Андором Менхертом Рапохом (24.01.1936), Джоном фон Нейманом (17.11.1938) и Карлом Эккартом (1958).
Вскоре после заключения третьего брака Клара Дан-фон Нейман эмигрировала с мужем в США, где он стал профессором Принстонского университета. Также семья фон Нейманов устраивала регулярные еженедельные приёмы у себя дома. В 1943—1946 годах Джон фон Нейман переехал жить в Нью-Мексико, чтобы работать над проектом Манхэттен в Лос-Аламосской национальной лаборатории, а его жена оставалась в Принстоне в Управлении демографических исследований. После войны она переехала вслед за ним и приступила к работе на компьютере ENIAC, для которой она разработала улучшенный интерфейс, программировала одну из первых компьютерных программ метеорологического прогнозирования (на ретроспективных данных), а также обучала участников манхэттенского проекта сохранять программы в двоичном коде для их многократного использования. Как потом оказалось, задолго до окончания проекта Клара фон Нейман стала «лабораторным кроликом» Джона фон Неймана, так как он испытывал разные варианты архитектуры и нотаций, давая ей задания по переводу алгебраических уравнений в численные формы и затем в машинный язык. Позже она говорила, что это были интересные головоломки, имевшие мало общего с программированием более современных машин с встроенными запоминающими устройствами и операционными системами. К 1947 году, когда ЭНИАК перевезли в Мэриленд, профессионально разбирались в его устройстве и программировании только три человека: фон Нейманы и Ник Метрополис. Даже после обучения ею ещё шестерых специалистов (Ф. Билас, Б. Дж. Дженнингс, Р. Лихтерман, К. Р. Макналти, М. Мельцер, Ф. Э. Снайдер) на инсталляцию новой системы для ЭНИАКа (формально компьютера с хранимой программой, практической реализации универсальной машины Тьюринга) ушло 32 дня, в результате Клана фон Нейман похудела на 7 кг и попала в Принстонскую больницу (Princeton UMC). Через год после внедрения системы хранения программ, в начале 1950, ЭНИАК был использован группой физиков (Дж. У. Платцман, Дж. Смагорински, Дж. Г. Чарни, Р. Фьёртофт и Дж. Фримен) для первого в истории физического эксперимента, проведённого с помощью ЭВМ. ЭНИАК работал сравнительно медленно, производя 400 умножений в секунду, но за месяц непрерывной работы на нём были полностью просчитаны два 12-часовых и четыре 24-часовых ретроспективных прогноза. Финальная инспекция кода и пропечатывание его на около 100,000 перфокарт были в обязанностях Клары фон Нейман. С 1952 ей довелось также поработать на новом ламповом компьютере MANIAC I, свежей разработке её мужа и Джулиана Бигелоу под руководством Николаса Метрополиса.
1956 год Джон фон Нейман провёл прикованным к инвалидному креслу, после чего скончался от рака. После его смерти и после окончания метеорологического проекта Клара Дан практически больше не занималась программированием, но как его вдова написала предисловие к изданию его Силлимановских лекций, вышедшему в 1958 (сами лекции прошли в 1955). Расширенное переиздание текста лекций также известно под названием «Компьютер и мозг», книга с таким названием выходила трижды: в 1958, в 2000 уже с предисловием нейрофилософов
Пола и Патриции Черчленд, и в 2012 с предисловием футуролога Рэймонда Курцвейла.
В 1963 Клара Дан-Эккарт уехала на своей машине из дома в Ла-Холье к морю и утопилась. Через два дня Калифорнийский университет в Сан-Диего объявил о создании фонда её имени для поощрения многообещающих студентов, делающих успехи в математике и физике.